# Волиця (Підгаєцька міська громада)
Во́лиця — село в Україні, у Підгаєцькій міській громаді, Тернопільського району Тернопільської області. Розташоване на березі річки Коропець. До 1990 року належало до Бережанського району.
Поштове відділення — Гологочанське. До 2020 року адміністративно підпорядковувалося Голгочанській сільраді.
До села приєднано хутір Малі Голгочі. 
Населення — 345 осіб (2003).

## Історія
На території села знайдено залишки могильника бронзової доби. Дослідники вважають, що він належав до комарівської культури
Перша писемна згадка — 1424 року.
У другій половині ХІХ ст. в селі виготовляли цеглу, випалювали вапно.

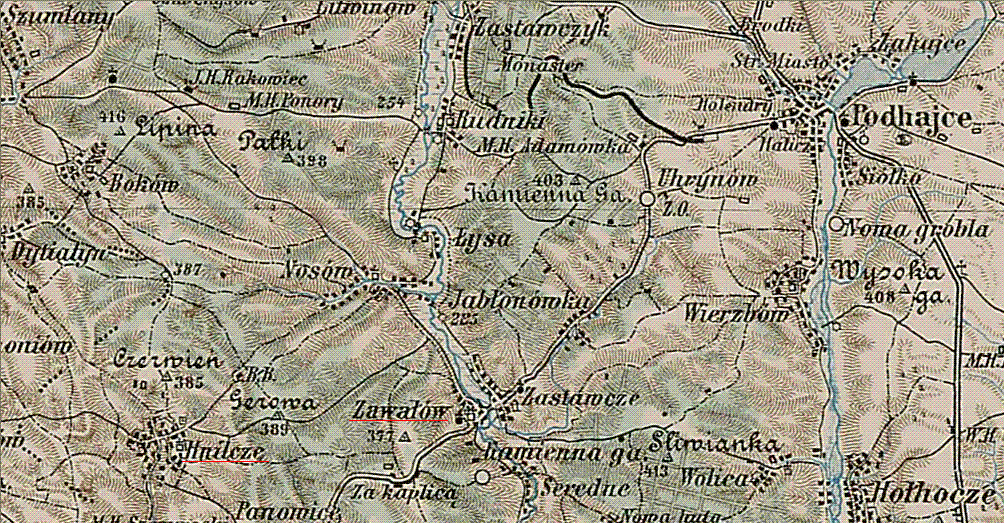
Територія навколо Волиці на військовій австрійській карті

1900 р. в селі було 82 двори, 574 жителі; 1921 р. — 103 двори, 611 жителів; 1931 р. — 116 дворів, 660 жителів; 1939 р. — 720 жителів.
1902 р. велика земельна власність належала А. Торосєвічу.
1908 у селі збудований костьол.
28 серпня 1915 р. через село проходив Перший курінь Леґіону УСС.
Діяли товариства «Просвіта», «Сільський господар», кооперативи.
12 червня 2020 року, відповідно до розпорядження Кабінету Міністрів України № 724-р «Про визначення адміністративних центрів та затвердження територій територіальних громад Тернопільської області» увійшло до складу Підгаєцької міської громади.
19 липня 2020 року, в результаті адміністративно-територіальної реформи та ліквідації Підгаєцького району, село увійшло до складу Тернопільського району.

## Релігія
- церква Преображення Господнього (1906, колишній костел, ПЦУ),
- каплиця (УГКЦ).

## Пам'ятки
Встановлено пам'ятний хрест на честь скасування панщини (1850), насипано символічну могилу Борцям за волю України (1993). Встановлено пам'ятник на місці поховання воїнів УПА.

## Соціальна сфера
Селі діють: 
- загальноосвітня школа І ступеня,
- бібліотека,
- магазин,
- сільський клуб.
- пилорама.

## Відомі люди
- Лоїк Григорій Іванович — український живописець, графік, художник театру.

## Галерея

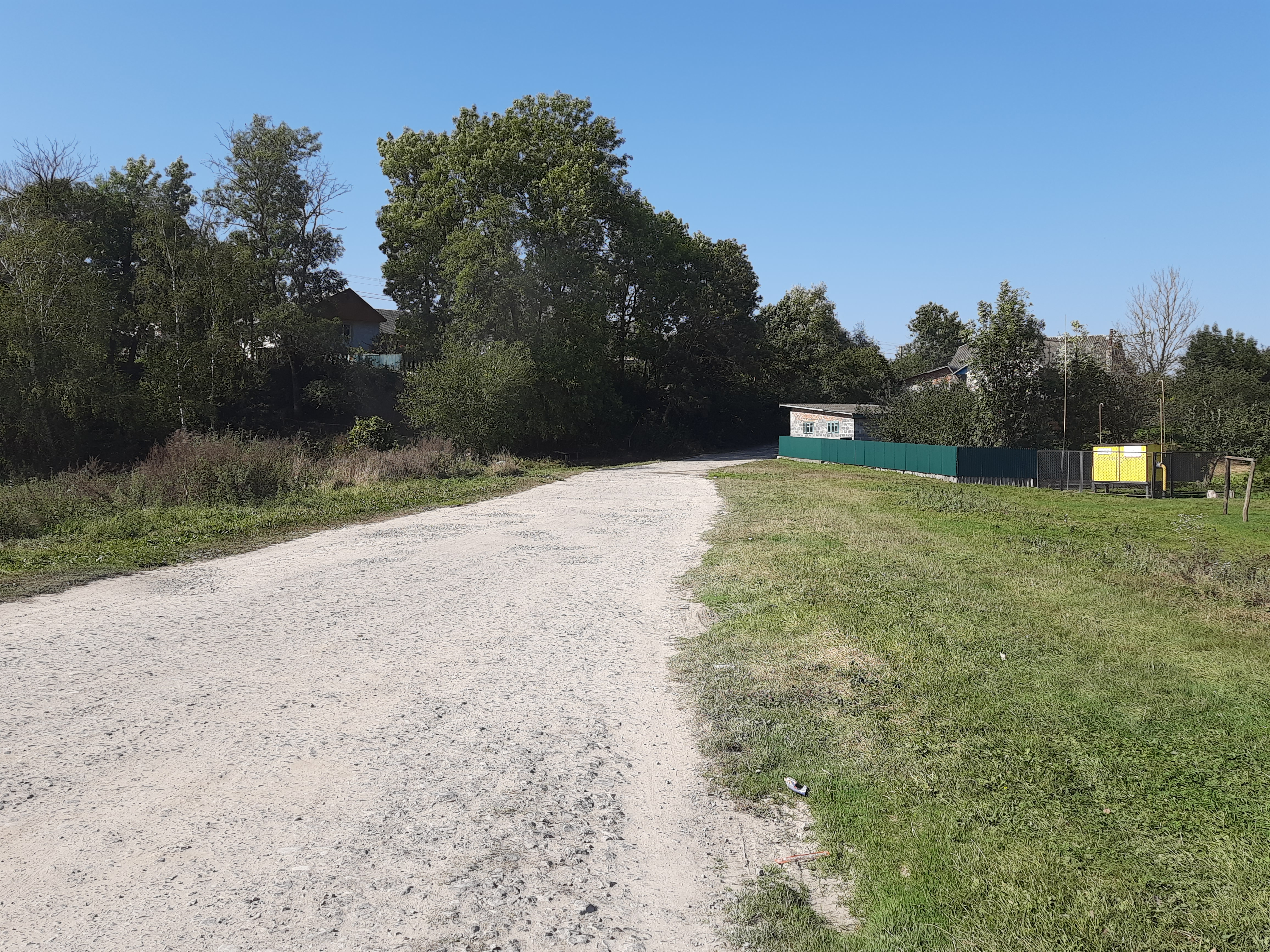
В'їзд у село
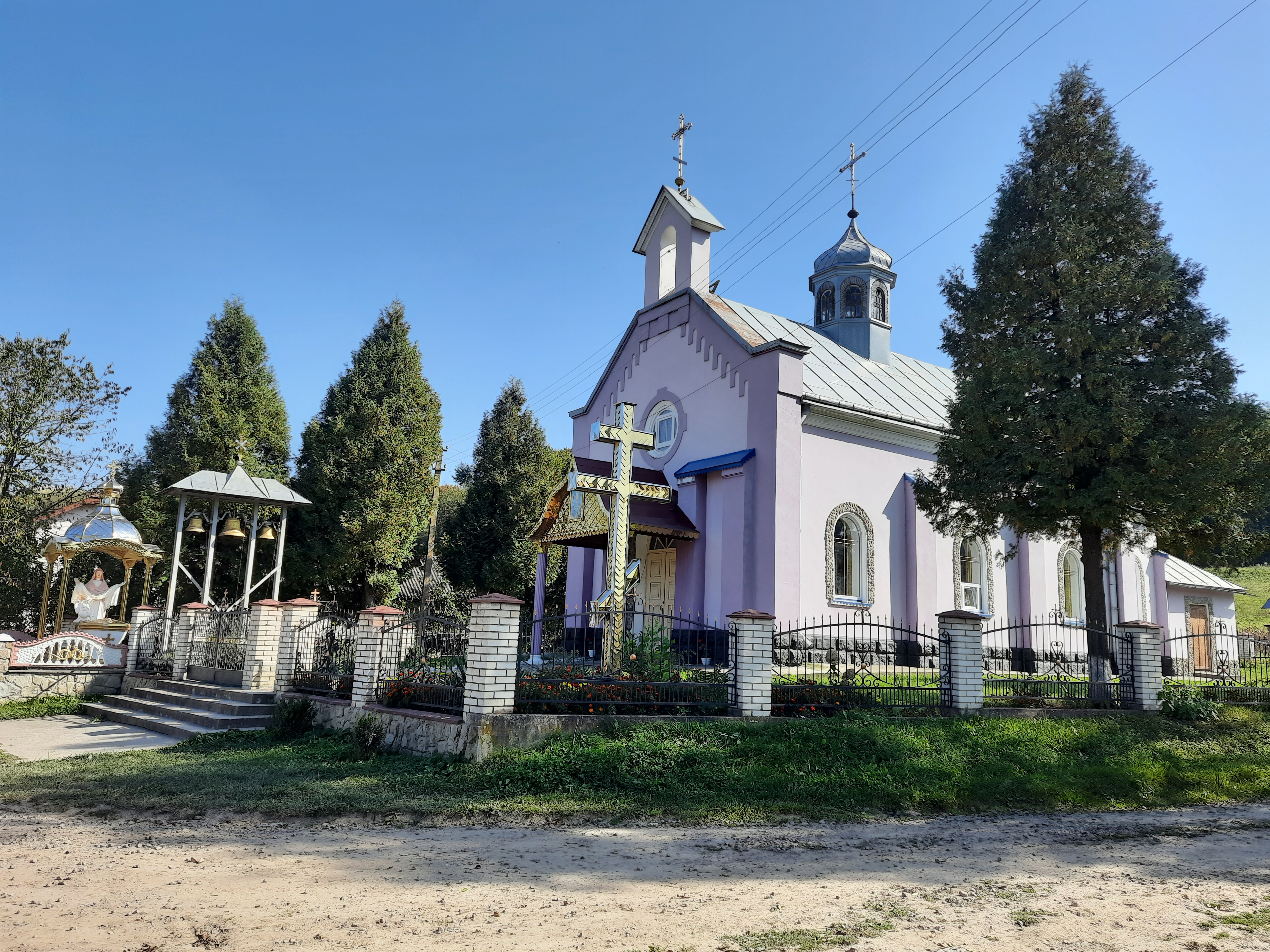
Церква Преображення Господнього
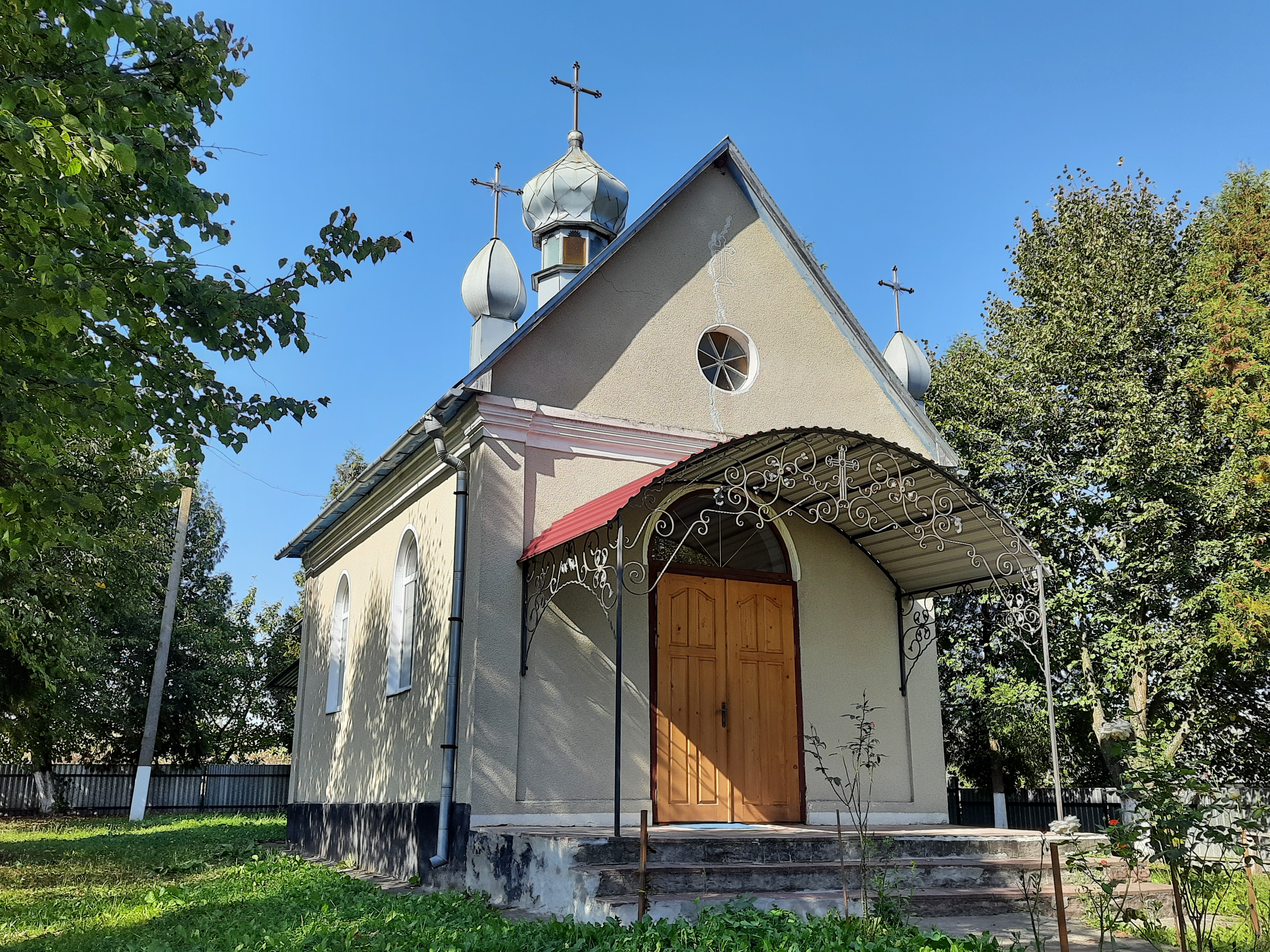
Каплиця УГКЦ
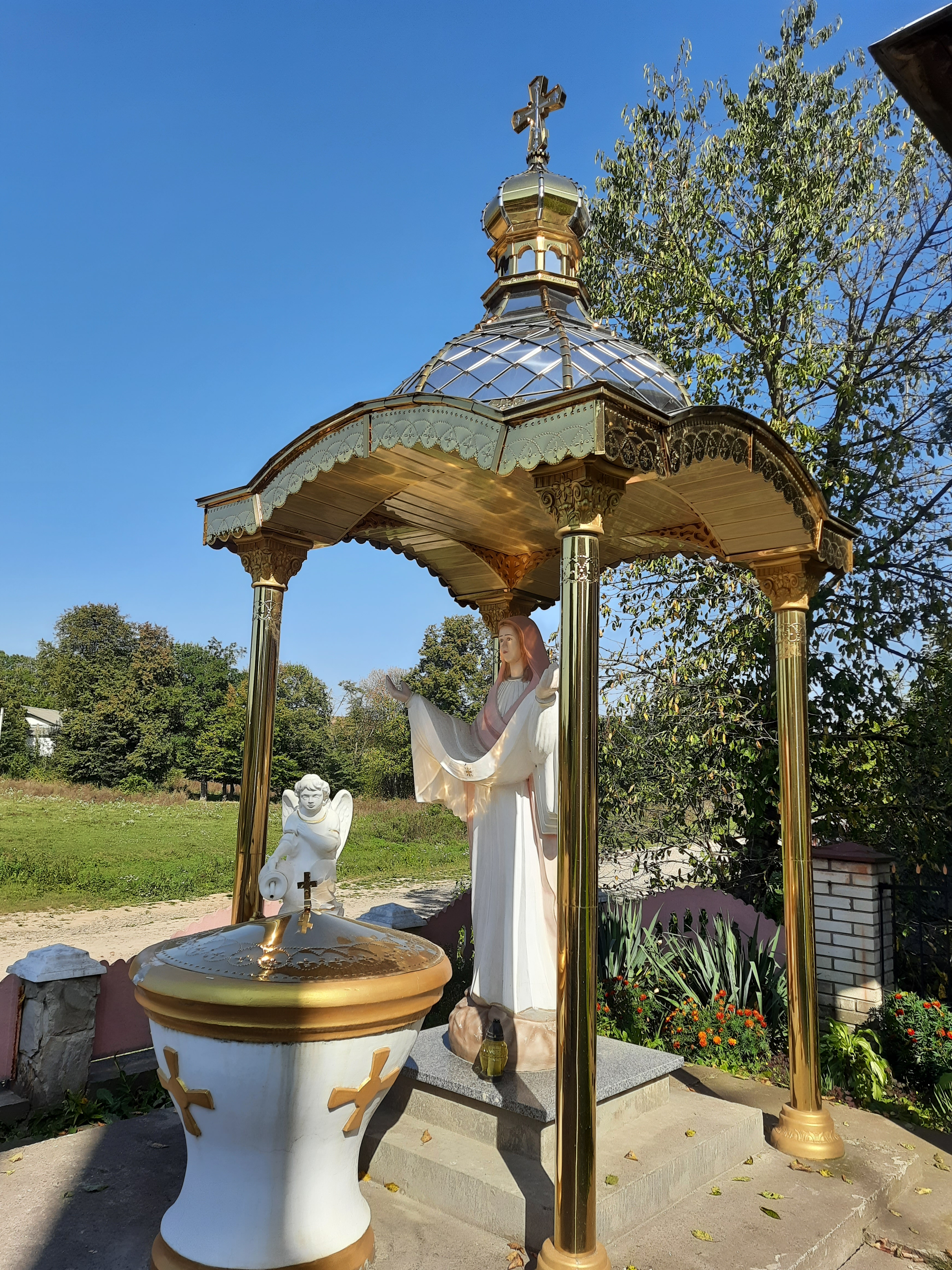
Статуя Божої Матері
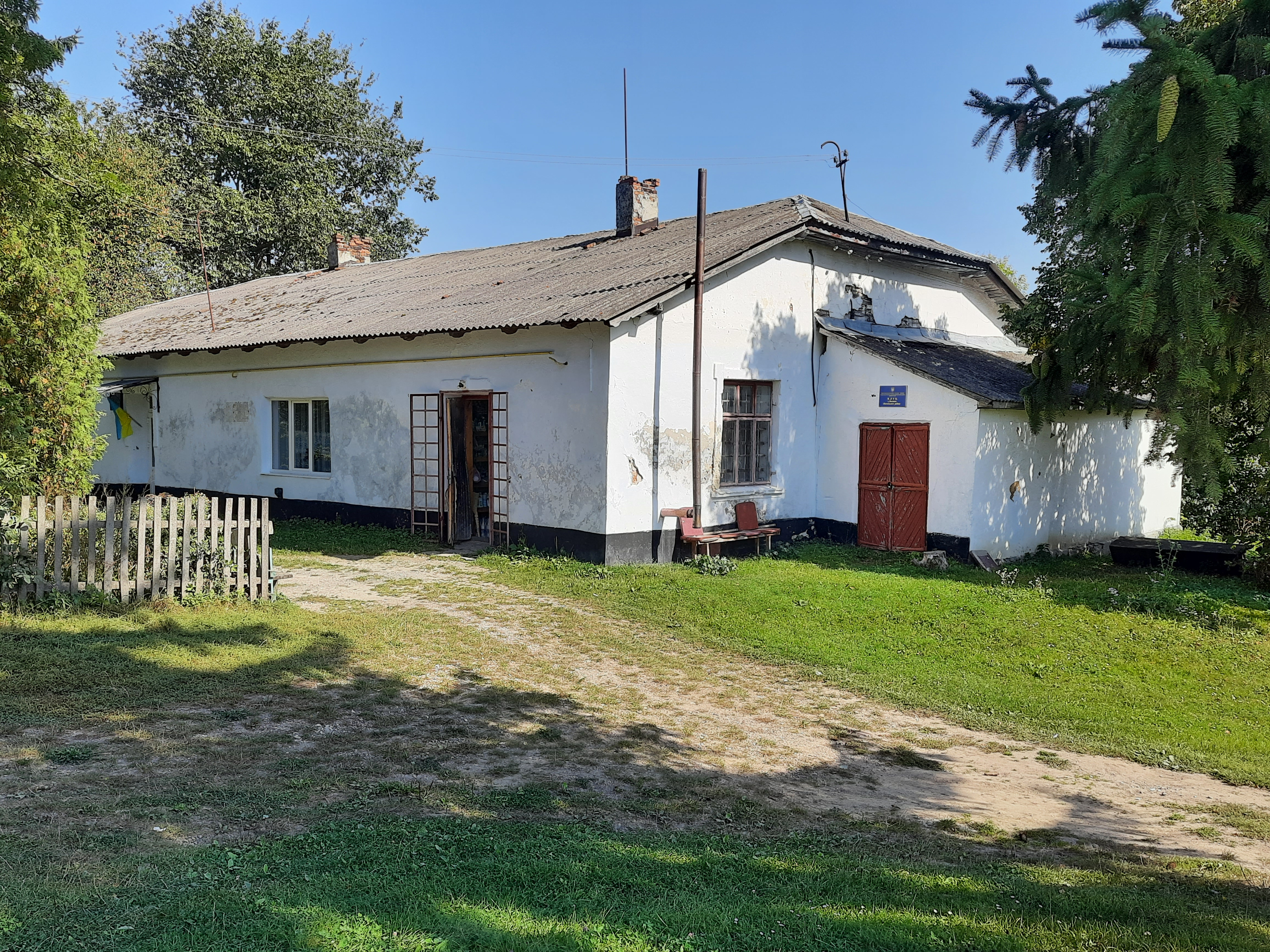
Клуб
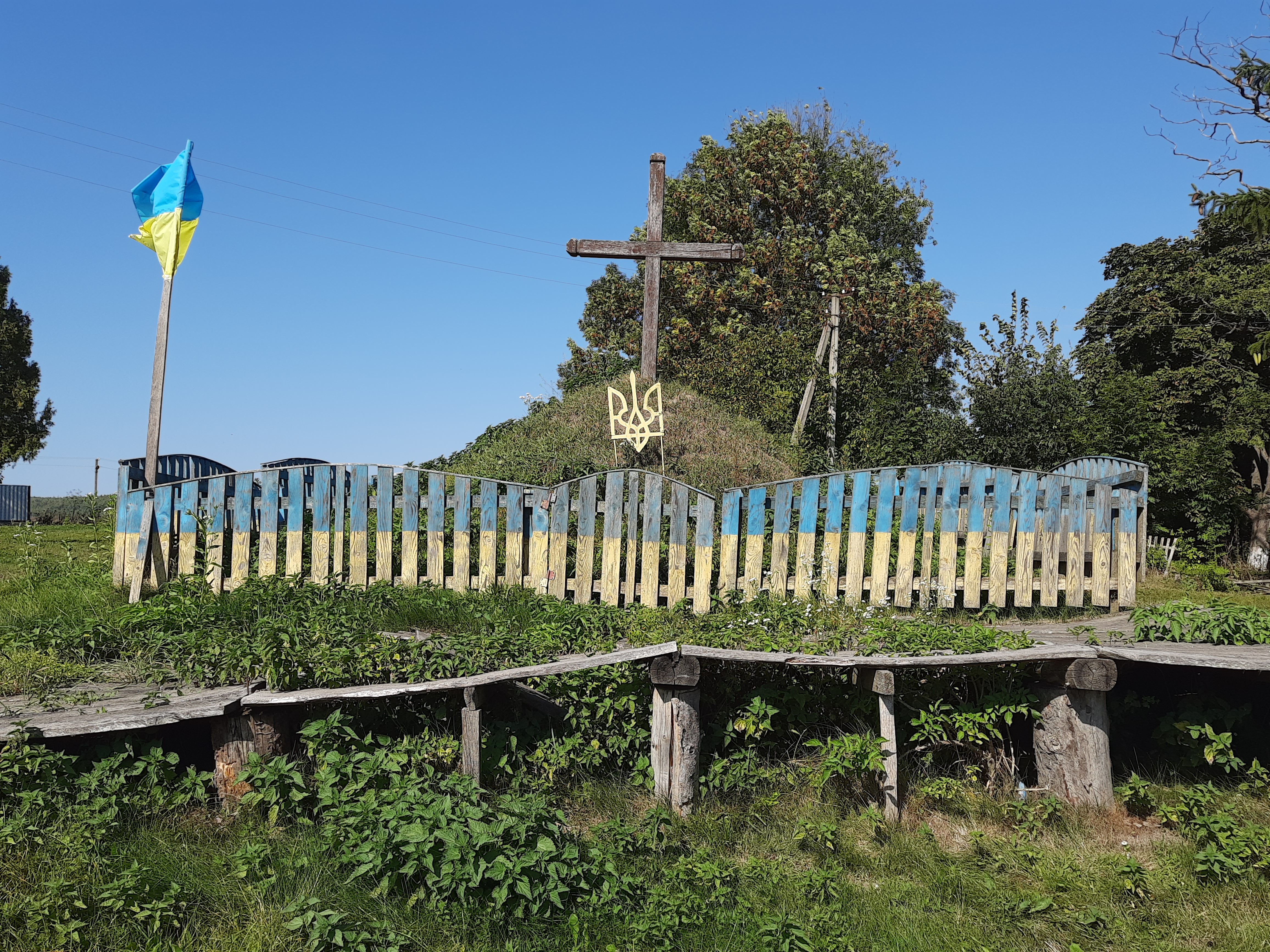
Символічна могила Борцям за волю України
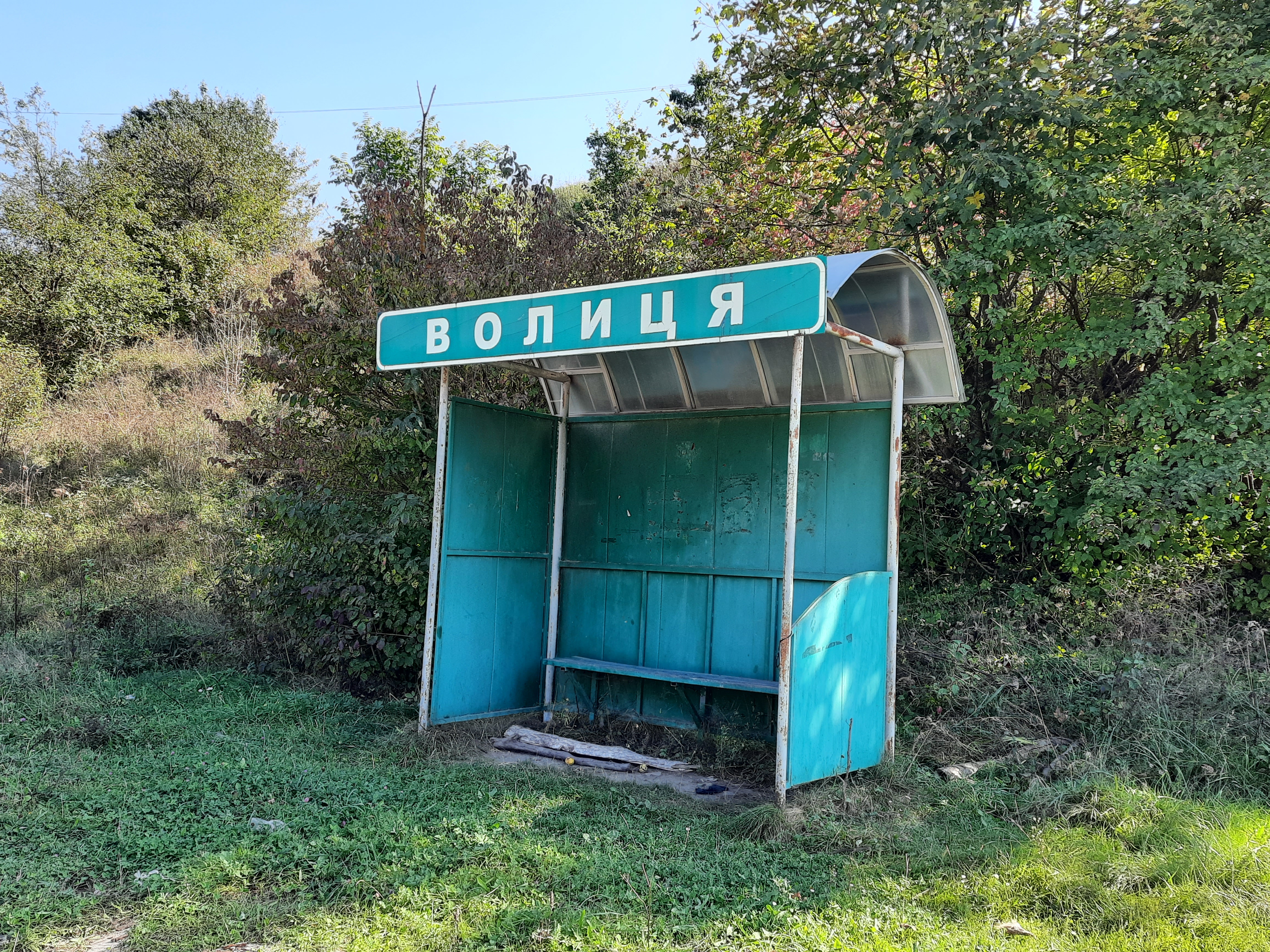
Автобусна зупинка
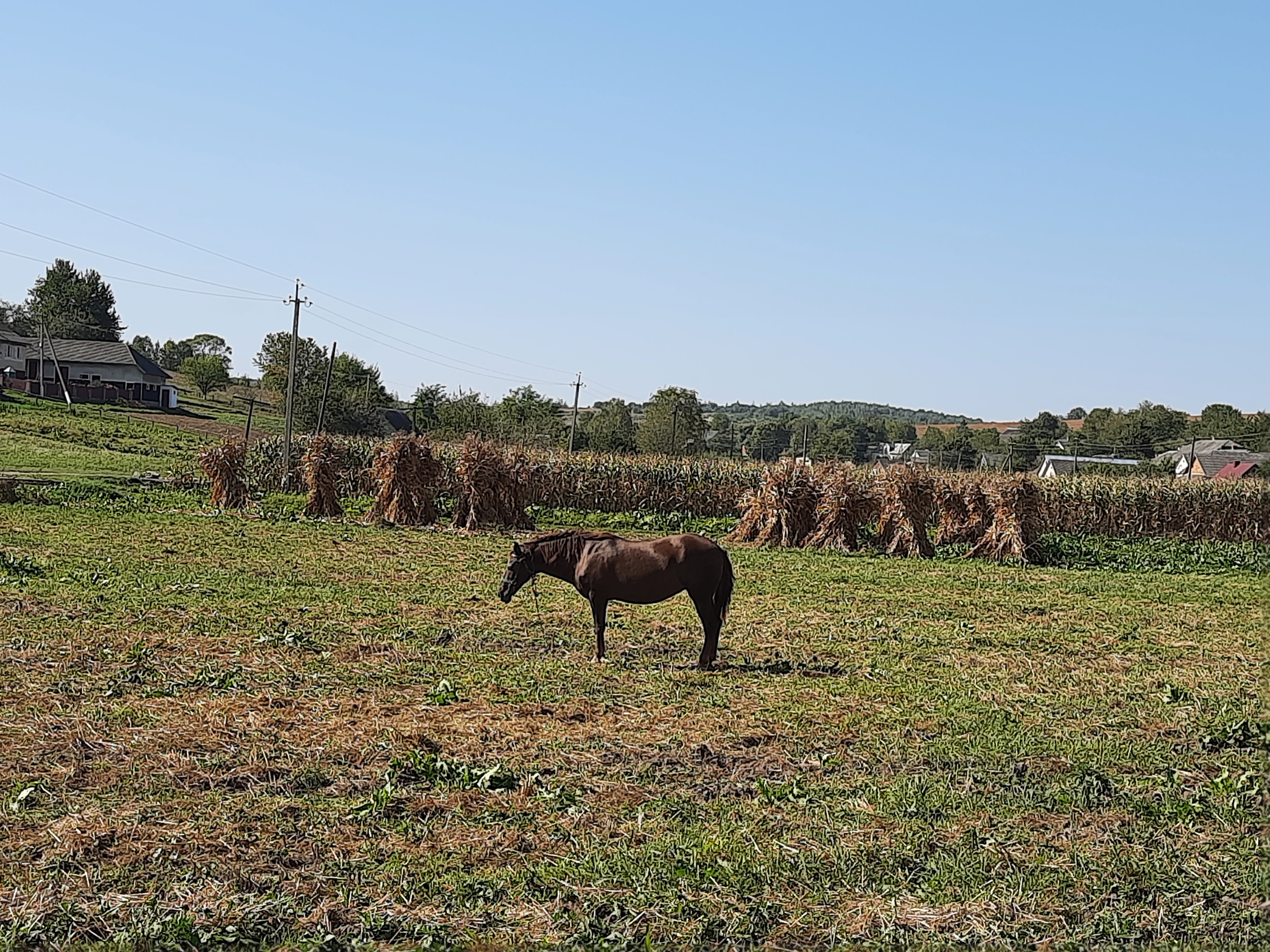
Сільський пейзаж
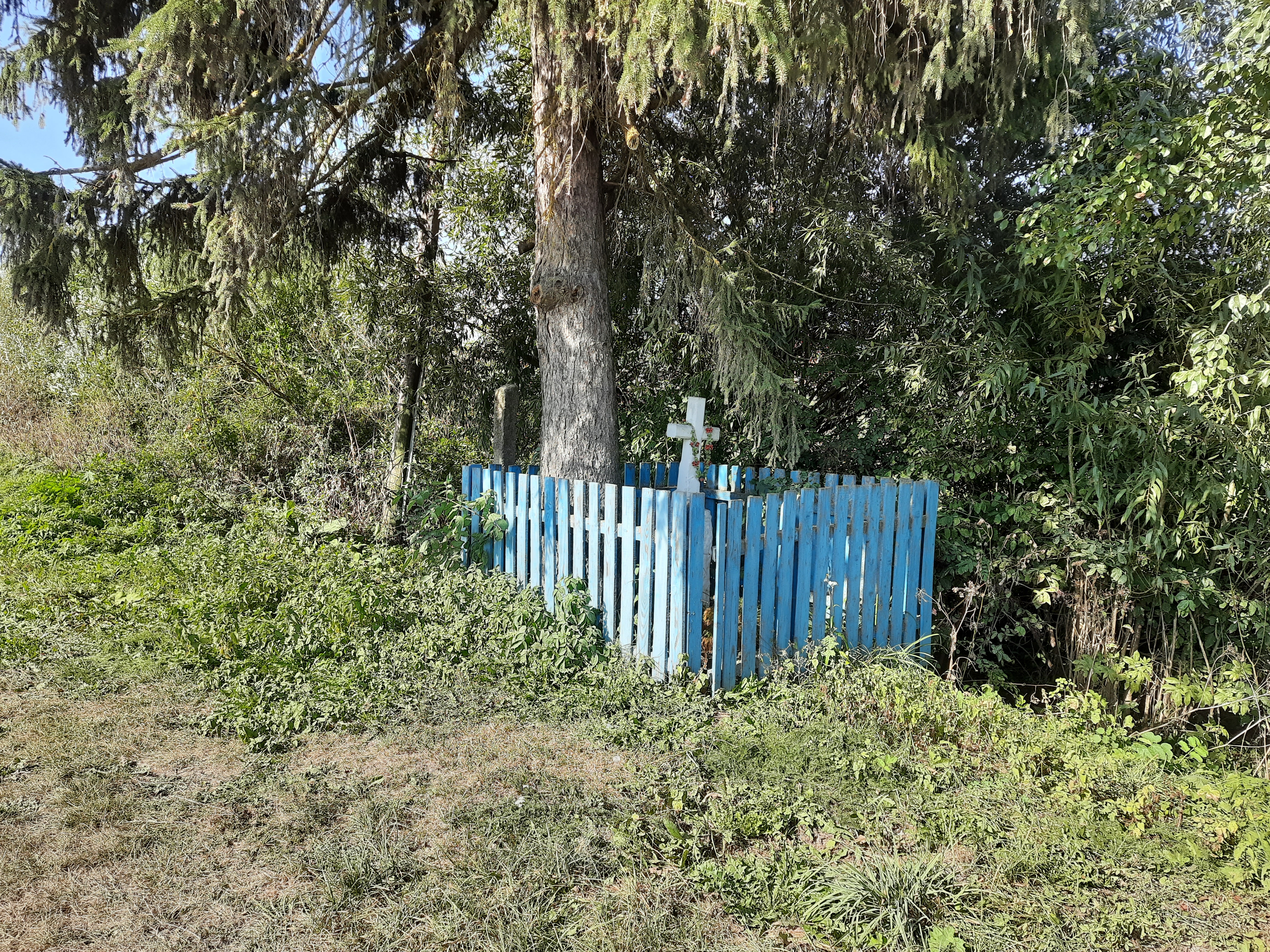
Пам'ятний хрест